# Festival de musique ancienne de Bruges
Le MA Festival est un festival de musique spécialisé en musique ancienne et représentations en style baroque, qui a lieu à Bruges, en Belgique. Ce festival de musique baroque est organisé, annuellement, au mois d'août dans plusieurs salles de la ville de Bruges. De nombreux concerts sont organisés, et à la fin du festival deux concours internationaux permettent de récompenser le meilleur jeune musicien de musique ancienne.

## Historique du festival
La ville de Bruges a rejoint le Festival des Flandres en 1960. Dans les premières années, l'accent était principalement mis sur les expositions biennales des primitifs flamands en possession européenne. Peu à peu, l'idée grandit, compte tenu de l'évolution du Festival des Flandres dans une direction presque exclusivement musicale, d'organiser également une partie musicale à Bruges. Pour y parvenir, une organisation à but non lucratif a été fondée en 1962. Le maire Pierre Vandamme et deux échevins figuraient parmi les fondateurs au nom de la ville, ainsi que des personnes appartenant principalement au secteur de la musique (Kamiel D'Hooghe, Jan Briers, Robrecht Dewitte, Herman Sabbe, chanoine Paul François, Raymond Van Wassenhove). En 1963, on organisait "Journées de l'Orgue". Enfin le premier festival officiel a eu lieu en 1964.
La direction du festival était assurée jusqu'en 2003 par Robert Dewitte, et depuis 2004, par Bart Demuyt (2004-2005), Stefan Dewitte (2005-2007),  Tomas Bisschop (2007-2009), Henry Storme (depuis 2009) et  Tomas Bisschop. Depuis 2019  Tomas Bisschop et Goedele Bartholomeeusen.

## Missions du festival

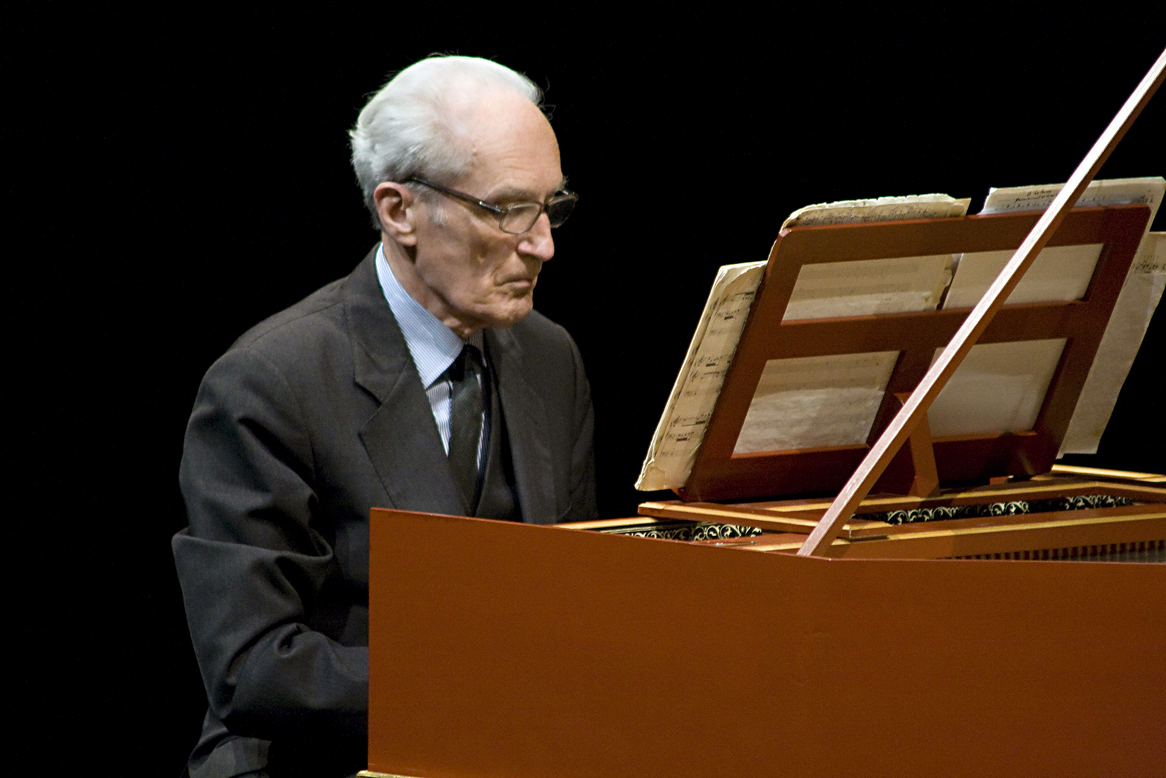
Gustav Leonhardt au Festival de musique ancienne de Bruges

Le programme du festival comprend des concerts, des master classes, des conférences, mais aussi des visites de la région, des expositions, un marché d'instruments, et des concours internationaux qui s'adressent, en un cycle d'alternance triennale, à l'orgue d'une part, au clavecin et piano-forte ensuite, et enfin aux instruments anciens, au chant, et aussi aux ensembles baroques (ces derniers jusqu'en 1966). Le festival fait partie de l'ensemble plus large des Festivals de Flandre.
Le festival, en plus proposer une série de concerts, s'inscrit dans l'histoire de la ville et en éclaire les époques importantes; c'est en outre un lieu de rencontre pour musicologues, musiciens, facteurs d'instruments, éducateurs, étudiants et amateurs de musique. Les concerts sont complétés par des expositions et marchés d'instruments, des cours d'interprétation et des master classes, des forums, des lectures et des visites guidées des instruments de musique historiques en Flandre. Quant aux concerts, la programmation fait une large place aux compositeurs et aux œuvres plus rares, dans la musique s'étendant jusqu'aux années 1800.

## Concours MA
Depuis la première édition de ce prestigieux concours international, le concours MA s'est imposé comme une plateforme unique de formation et d'insertion professionnelle et de rencontre de jeunes talents prometteurs. Il soutient activement le processus artistique et certaines valeurs importantes telles que l'égalité, la diversité et l'inclusion.
Le Concours MA a commencé en 1964. Le cycle triennal alterne le concours d'orgue, depuis 1964, suivi depuis 1965 par le concours de clavecin, basse continue qui, depuis 1983, comprend aussi de piano-forte. En 1972, le cycle est étendu à un troisième concours pour flute, autres instruments comme, chanteurs (depuis 1984) et ensembles. En raison de la pandémie corona en 2020, le concours MA n'a pas été organisé pour la première fois depuis 1969. Grâce à une refonte rapide et efficace de l'organisation, le reste de la programmation a pu se poursuivre en ligne. En partie à cause de cette crise, l'organisation s'est adaptée à la situation en 2021 et le premier tour du concours se déroulera digitalement. À partir de cette année, le concours sera un événement biennal, alternant instruments à clavier (clavecin et pianoforte) et instruments mélodiques (traverso, flûte à bec, hautbois baroque, violon baroque, violoncelle baroque et viole de gambe).
Depuis 2008, le lauréat se voit offrir, outre le prix, une enveloppe financière et une invitation au prochain MA Festival, et plusieurs concerts en collaboration avec des organisateurs spécialisés en Belgique et à l’étranger. Depuis 2013, un des candidats a aussi la possibilité d’enregistrer un premier CD chez le label internationalement renommé Ricercar.
Depuis 2000, il est complété par le concours de musique ancienne.

### Concours:orgue

#### Années 1960
1964
- Jury: Catherine Crozier, Albert de Klerk, Kamiel D'Hooghe, Paul François, Hans Klotz, Gaston Litaize
- Nombre de candidats: 30
- Lauréats: 1er prix Niels : Henrik Nielsen (Danemark) - 2e prix : Rolf Stenholm (Suède) - 3e prix : Gerard Gillen (Irlande) - 4e prix : René Rakier (Pays-Bas) - 5e prix : Chris Dubois (Belgique)

1967
- Jury: Kamiel D'Hooghe, Wolfgang Auler, Norbert Dufourcq, Paul François, Piet Kee
- Nombre de candidats: 24
- Lauréats: 1er prix : Günther Kaunzinger (Allemagne) - 2e prix : Jack Hennigan (États-Unis) - 3e prix : Bengt Berg (Suède) - 4e prix : Leo Krämer (Allemagne)

#### Années 1970
1970
- Jury: Michel Chapuis, Kamiel D'Hooghe, Paul François, Friedrich Högner, Peter Hurford
- Nombre de candidats: 45
- Lauréats: 2e prix : Lucie Madden (Canada) & Vladimir Ruso (Tchécoslovaquie) - 3e prix : Helen Dugal (Canada) - 4e prix : M. Schmid (Suisse)

1973
- Jury: Kamiel D'Hooghe, Ludwig Doerr, Bernard Lagacé, Lionel Rogg, David Pizarro, Gabriël Verschraegen
- Nombre de candidats: 53
- Lauréats: 1er prix : Réjean Poirier (Canada) - 2e prix : Dee Ann Crossley (États-Unis) - 3e prix : Bram Beekman (Pays-Bas), Martin Lücker (Allemagne) & Bernhard Marx (Allemagne)

1976
- Jury: Xavier Darasse, Albert de Klerk, Ludwig Doerr, Bernard Lagacé, Pierre Segond, Gabriël Verschraegen, Paul François (président)
- Nombre de candidats: 84
- Lauréats: 1er prix : Istvan Ella (Hongrie) - 2e prix : Christa Rakich (États-Unis) - 3e prix : Alfred Halbartschlager (Autriche) - 4e prix : Roman Summereder (Autriche) - 5e prix : Wolfram Syré (Allemagne)

1979
- Jury: Nicolas Danby, Xavier Darasse, Ton Koopman, Bernard Lagacé, Michael Radulescu, Gabriël Verschraegen
- Nombre de candidats: 80
- Lauréats: 1er prix : James David Christie (États-Unis) - 2e prix : Michael Kapsner (Allemagne) - Karol Golebiowski (Pologne) - 4e prix : Robert Bates (États-Unis) & Wolfgang Glüxam (Autriche)

#### Années 1980
1982
- Jury: Robert Anderson, Odile Bailleux, Chris Dubois, Johan Huys, Ton Koopman, Michael Radulescu, Jean-Claude Zehnder
- Nombre de candidats: orgue : 64 - orgue positif: 8
- Lauréats orgue : 1er prix : Wolfgang Zerer (Allemagne) - 2e prix : Guido Mayer (Autriche) & Reitze Smits (Pays-Bas) - 3e prix : Masaaki Suzuki (Japon) - 4e prix : Gilles Harlé (France)
- Lauréats orgue positif: 2e prix : Wolfgang Zerer (Allemagne) - 3e prix : Geert Bierling (Pays-Bas) & John Finney (États-Unis)

1985
- Jury: James David Christie, Xavier Darasse, Stanislas Deriemaeker, Johan Huys, Ton Koopman, Simon Preston, Michael Radulescu
- Nombre de candidats: 85
- Lauréats: 2e prix : Christoph Anselm Noll (Allemagne) - 3e prix : Isolde Kittel (Allemagne) - 4e prix : Patrick Ayrton (Grande-Bretagne) & Markus Malin (Autriche) - 5e prix : David Adams (Irlande) & Andrea Marcon (Italie)
- Lauréats Prix Bach : Michael Kapsner (Allemagne) - Mention spéciale: Geert Bierling (Pays-Bas)

1988
- Jury: James David Christie, Xavier Darasse, Johan Huys, Ton Koopman, Leo Krämer, Michael Radulescu
- Nombre de candidats: 79
- Lauréats: 2e prix : Bine Katrine Bryndorf (Danemark) & Gerhard Gnann (Allemagne) - 4e prix : Naoko Imai (Japon)

#### Années 1990
1991
- Jury: James David Christie, Xavier Darasse, Johan Huys, Leo Krämer, Michael Radulescu, Luigi Ferdinando Tagliavini
- Nombre de candidats: 45
- Lauréats: 1er prix : Bernhard Klapprott (Allemagne) - 3e prix : Luca Antoniotti (Italie) & Junko Ito (Japon) - 4e prix : Junko Wada (Japon)

1994
- Jury: Jean Boyer, Dorthy de Rooij, Johan Huys, André Luy, Karl Maureen, Luigi Ferdinando Tagliavini
- Nombre de candidats: solo: 58 - duo (orgue positif): 28
- Lauréats orgue : 1er prix : David Yearsley (États-Unis) - 2e prix : Luca Antoniotti (Italie) - 3e prix : Roberto Menichetti (Italie) - 4e prix : Luca Scandali (Italie) & Andrea Vannucchi (Italie)
- Lauréats duos: 1er prix : Antonio Galanti & Andrea Vannucchi (Italie) et Annette Richards (Grande-Bretagne) & David Yearsley (États-Unis) - 2e prix : Hadrien Jourdan (Suisse) & Jean-Christophe Leclère (France) - 3e prix : Christophe Körber & Christian Richter (Allemagne)

1997
- Jury: Jean Boyer, Dorthy de Rooij, Lorenzo Ghielmi, Johan Huys, Martin Lücker, Michael Radulescu
- Nombre de candidats: orgue : 38 - duo (orgue positif): 18
- Lauréats orgue : 1er prix : Francis Jacob (France) - 2e prix : Rie Hiroe (Japon) & Damien Simon (France) - 3e prix : Wim Winters (Belgique)
- Lauréats duos: 1er prix : Edita Keglerova & Iva Vedralova (Tchéquie) - 2e prix (ex aequo) : Olivier Fortin & Karoline Leblanc (Canada) - Sébastien Guillot & Pascal Dubreuil (France) - 3e prix : Debora Villani & Maurizio Stefania (Italie)

#### Années 2000
2000
- Jury orgue : Michel Bouvard, Bine Katrine Bryndorf, Johan Huys, Dorthy de Rooij, Andrea Marcon, Wolfgang Zerer
- Jury ensembles : [Bine Katrine Bryndorf, Johan Huys, María Cristina Kiehr, Andrea Marcon, Philip Pickett, Agata Sapiecha
- Nombre de candidats: orgue : 45 - ensembles : 16
- Lauréats orgue : 1er prix : Tobias Lindner (Allemagne) - 2e prix : Frédéric Champion (France) & Erich Michael Türk (Roumanie) - 3e prix : Hye-Sun Park (Corée du Sud) & Christian Schmitt (Allemagne)
- Lauréats ensembles : 1er prix : La Trulla de Bozes (Espagne) - 2e prix : La Calendola & La Fontaine Tokyo (Japon) - 3e prix : Les Cornets Noirs (Allemagne)

2003
- Jury orgue : Johannes Geffert, Johan Huys, Andrea Marcon, Joris Verdin, David Yearsley
- Jury ensembles : Florian Heyerick, Johan Huys, María Cristina Kiehr, Agata Sapiecha, Stevie Wishart
- Nombre de candidats: orgue : 49 - ensembles : 21
- Lauréats orgue : 1er prix : Marketa Reindlova (Tchéquie) - 2e prix : Maude Gratton (France) - 3e prix : Benjamin Righetti (Suisse) - 4e prix : Els Biesemans (Belgique) & Francesco Pedrini (Italie)
- Lauréats ensembles : 1er prix : L'Ornamento (Allemagne) - 2e prix : Maude Gratton & Rossi Piceno (International) - 3e prix : La Loge Olympique (France) & Ensemble Esperanto (Pologne-Allemagne)

2006
- Jury orgue : Michel Bouvard, Jean Ferrard, Johannes Geffert, Lorenzo Ghielmi, Johan Huys, David Yearsley
- Jury ensembles : Jan De Winne, Johan Huys, Linda Nicholson, Agata Sapiecha, Barbara Schlick
- Nombre de candidats: orgue : 45 - ensembles : 12
- Lauréats orgue : 1er prix : Wolfgang Kogert (Autriche) - 2e prix : Wouter Koelewijn (Pays-Bas) - 3e prix : Paul Goussot (France) - 4e prix : Bart Jacobs (Belgique) - 5e prix : Krzysztof Pawlisz (nl) (Pologne) -
- Lauréats ensembles : Ensembles baroques: 1er prix : Xacona - 2e prix : Wooden Voices - Ensembles Mozart: 1er prix : Duo Shichijo-Yamaguchi & Quatuor Fratres.

2009
- Jury orgue : Nicolau de Figueiredo, Johannes Geffert, Lorenzo Ghielmi, Theo Jellema, Johan Huys
- Jury ensembles : Bruce Dickey, Dominique Visse, Johan Huys
- Nombre de candidats: orgue : 10 - ensembles : 14
- Lauréats orgue : 1er prix : Ben Van Nespen (Belgique) - 2e prix et prix du public : Jean-Philippe Merckaert (Belgique) - 3e prix : Simone Vebber (Italie) - Lauréat : Litz Aoki
- Lauréats ensembles : 1er prix : Ensemble Les Timbres (auparavant nommé Ensemble Estampes) - 2e prix ex æquo : Ensemble Diamanté & L’Art Du Bois

### Concours: clavecin
Clavecin, basse continue, et piano-forte à partir de 1993.

#### Années 1960
1965
- Jury: Gustav Leonhardt, Robert Veyron-Lacroix, Aimée van de Wiele, Li Stadelmann.
- Nombre de candidats: 25
- Lauréats: 2e prix: Christiane Jaccottet (Suisse) - Mention spéciale: Roswitha Trimborn (Allemagne)

1968
- Jury: Gustav Leonhardt, Isolde Ahlgrimm, Thurston Dart, Robert Veyron-Lacroix, Charles Koenig, Kenneth Gilbert
- Nombre de candidats : 36
- Lauréats: 2e prix : Martha Brickman (Canada) & Zsuzsa Pertis (Hongrie) - 3e prix : Anne Gallet (Suisse) - 4e prix : Colin Tilney (Grande-Bretagne) - 5e prix: Johann Sonnleitner (Autriche)
- Attestations : Ton Koopman (Pays-Bas) - Scott Ross (États-Unis) - Roswitha Trimborn (Allemagne)
- Lauréats basse continue : 1er prix : Ton Koopman (Pays-Bas) - 2e prix: Colin Tilney (Grande-Bretagne)

#### Années 1970
1971
- Jury : Isolde Ahlgrimm, Kenneth Gilbert, Charles Koenig, Gustav Leonhardt, Raymond Schroyens, Colin Tilney, Robert Veyron-Lacroix
- Nombre de candidats: 33
- Lauréats: 1er prix : Scott Ross (États-Unis), 2e prix: John Whitelaw (Canada), 3e prix: Christopher Farr (Grande-Bretagne), 5e prix : Alexander Sung (Hong Kong)
- Lauréats basse continue : 2e prix : Christopher Farr (Grande-Bretagne)
- Mention spéciale : Christopher Hogwood (Grande-Bretagne)

1974
- Jury: Hedwig Bilgram, Christiane Jaccottet, Alan Curtis, Kenneth Gilbert, Gustav Leonhardt, Colin Tilney, Jozef Robijns
- Nombre de candidats: 41
- Lauréats: 2e prix: Henk Cuppers (Pays-Bas) - 3e prix: Eric-Lynn Kelley (États-Unis) & Martin Pearlman (États-Unis) - 4e prix: Gordon Murray (Canada) - 5e prix: Larry Phillips (États-Unis)

1977
- Jury: Isolde Ahlgrimm, Christiane Jaccottet, Johan Huys, Gustav Leonhardt, Herbert Tachezi, Colin Tilney, Jos van Immerseel
- Nombre de candidats: 64
- Lauréats: 2e prix: Françoise Lengellé (France) - 4e prix: Michel Kiener (Suisse) & Christopher Kite (Grande-Bretagne)

#### Années 1980
1980
- Jury: Kenneth Gilbert, Robert Kohnen, Gustav Leonhardt, Scott Ross, Johann Sonnleitner, Herbert Tachezi
- Nombre de candidats: 82
- Lauréats clavecin: 2e prix: Glen Wilson (États-Unis) - 3e prix: Béatrice Berstel (France) & Charlotte Mattax (États-Unis) - 4e prix: Malcolm Proud (Irlande) - 5e prix: Ketil Haugsand (Norvège)
- Lauréats basse continue: 2e prix: Glen Wilson (États-Unis) & Masaaki Suzuki (Japon)

1983
- Jury: Kenneth Gilbert, Christopher Hogwood, Johan Huys, Gustav Leonhardt, Trevor Pinnock, Johann Sonnleitner, Herbert Tachezi
- Nombre de candidats: clavecin: 61 - pianoforte: 7
- Lauréats clavecin: 1er prix: Christophe Rousset (France) - 2e prix: Pierre Hantaï (France) - 3e prix: Kyoko Soejima (Japon) - 5e prix: Borbala Dobozy (Hongrie)
- Lauréats pianoforte: 2e prix: Linda Nicholson (Grande-Bretagne) et François Verry (France) - 3e prix: David Mason (Grande-Bretagne)

1986
- Jury: Kenneth Gilbert, Johan Huys, Gustav Leonhardt, Scott Ross, Herbert Tachezi, Jos van Immerseel
- Nombre de candidats: clavecin: 74 - pianoforte: 18
- Lauréats clavecin: 2e prix: Akiko Kuwagata (Japon) & Miyuki Takahashi (Japon) - 3e prix: Ottavio Dantone (Italie) - 4e prix: Christine Whiffen (Grande-Bretagne) - 5e prix: Mayako Soné (Japon)
- Lauréats pianoforte: 1er prix: Geoffrey Lancaster (Australie) & Bart van Oort (Pays-Bas) - 2e prix: Yoshiko Kojijma (Japon) - 3e prix: Gianni Gambi (Italie)

1989
- Jury: Kenneth Gilbert, Johan Huys, Gustav Leonhardt, Johann Sonnleitner, Jos van Immerseel, Glen Wilson
- Nombre de candidats: clavecin: 59 - pianoforte: 21
- Lauréats clavecin: 1er prix: Nicholas Parle (Australie) - 3e prix: Jovanka Marville (Suisse) & Kenneth Weiss (États-Unis)
- Lauréats pianoforte: 2e prix: Wolfgang Brunner (Allemagne) - 4e prix: Theresa Bogard (États-Unis) & Guido Mayer (Autriche) - 5e prix: Junko Miyasaka (Japon)

#### Années 1990
1992
- Jury: Jesper Bøje Christensen, Stanley Hoogland, Johan Huys, Françoise Lengellé, Gustav Leonhardt, Gordon Murray, Johann Sonnleitner, Glen Wilson
- Nombre de candidats: clavecin: 75 - pianoforte: 30
- Lauréats clavecin: 2e prix: Blandine Rannou (France) - 4e prix: Yves Rechsteiner (Suisse)
- Lauréats pianoforte: 2e prix: Andrij Kutasevich (Ukraine) & Henrike Seitz (Allemagne) - 3e prix: Natalja Solotych (Ukraine) - 4e prix: Carole Cerasi (Suède)

1995
- Jury: Abraham Abreu, Jesper Bøje Christensen, Johan Huys, Geoffrey Lancaster, Gustav Leonhardt, Davitt Moroney, Gordon Murray, Ludger Rémy
- Nombre de candidats: clavecin: 103 - pianoforte: 26
- Lauréats clavecin: 3e prix: Roberto Menichetti (Italie) - 4e prix: Katrina Brown (Australie) & Giampietro Rosato (Italie)
- Lauréats pianoforte: 1er prix: Kikuko Ogura (Japon) - Florian Birsak (Autriche) - 3e prix: Arthur Schoonderwoerd (Pays-Bas) & Bart van Sambeek (Pays-Bas)

1998
- Jury: Françoise Lengellé, Wolfgang Brunner, Jesper Bøje Christensen, Johan Huys, Gustav Leonhardt, Davitt Moroney, Ludger Rémy
- Nombre de candidats: clavecin: 99 - pianoforte: 29
- Lauréats clavecin: 1er prix: Béatrice Martin (France) - 2e prix: Happo Häkkinen (Finland) - 3e prix: Bertrand Cuiller (France) - 4e prix: Michael Sponseller (États-Unis)
- Lauréats pianoforte: Elena Privano-Karl (Allemagne) & Soo-Huyen Park (Zuid-Korea)

#### Années 2000
2001
- Jury: clavecin: Borbala Dobozy, Jesper Bøje Christensen, Johan Huys, Gustav Leonhardt, Davitt Moroney, Ludger Rémy, Christophe Rousset
- Jury pianoforte: Wolfgang Brunner, Johan Huys, Linda Nicholson, Ludger Rémy, Bart van Oort
- Nombre de candidats: clavecin: 109 - pianoforte: 33
- Lauréats clavecin: 3e prix: Isabelle Sauveur (France) - 4e prix: Michael Sponseller (États-Unis) & Stéphane Guion-Fuget (France) - 5e prix: Johannes Hämmerle (Autriche)
- Lauréats pianoforte: 1er prix: Kris Bezuidenhout (Australie) - 2e prix: Jerry Jantunen (Finlande) - 3e prix: Chie Hirai (Japon) - 4e prix: Rémy Cardinale (France)

2004
- Jury clavecin: Blandine Rannou, Ketil Haugsand, Johan Huys, Gustav Leonhardt, Davitt Moroney, Ludger Rémy
- Jury pianoforte: Wolfgang Brunner, Johan Huys, Linda Nicholson, Alekseï Lioubimov, Ludger Rémy, Bart van Oort
- Nombre de candidats clavecin et pianoforte: 137
- Lauréats clavecin: 1er prix: Benjamin Alard (France) - 2e prix: Maria Uspenskaya (Russie) - 3e prix: Adam Pearl (États-Unis) & Mikhail Yardzhembovskiy (Russie)
- Lauréats pianoforte: 2e prix: Keiko Schich Ijo (Japon) - 3e prix: Maria Uspenskaya (Russie) & Irina Zahharenkova (Estonie) - 4e prix: Nicoleta Ion (Roumanie)

2007
- Jury clavecin: Ketil Haugsand, Johan Huys, Françoise Lengellé, Gustav Leonhardt, Davitt Moroney
- Jury pianoforte: Wolfgang Brunner, Claire Chevallier, Alekseï Lioubimov, Linda Nicholson, Ludger Rémy, Bart van Oort
- Nombre de candidats: clavecin: 71 - pianoforte: 41
- Lauréats clavecin: 2e prix Ex Aequo: Julien Wolfs (Belgique) & Francesco Corti (Italie) - 3e prix : Tomoko Matsuoka (Japon) - 4e prix: Susan Toman (Canada) - 5e prix: Masumi Yamamoto (Japon)
- Lauréats pianoforte: 2e prix: Stefania Neonato (Italie) - 3e prix: Alexandra Koreneva (Russie) & Olga Andryushchenko (Russie)

#### Années 2010
2010
- Jury clavecin: Johan Huys, Frédérick Haas, Gustav Leonhardt, Béatrice Martin, Kris Verhelst
- Jury pianoforte: Ludger Rémy, Claire Chevallier, Alekseï Lioubimov, Linda Nicholson, Bart van Oort
- Nombre de candidats: clavecin 74 - pianoforte: 26
- Lauréats clavecin: 2e prix: Kazuya Gunji (Japon) & Maxim Emelyanychev (Russie) - 3e prix: Paolo Zanzu (Italie) & Stanislav Gres (Russie).
- Lauréats pianoforte: 1er prix: Petra Somlai (Hongrie) - 2e prix: Olga Pashchenko (Russie) - 3e prix: Ksenia Semenova (Russie) - Finaliste: [Anthony Romaniuk (États-Unis).

2012
- Jury clavecin: Johan Huys, Christine Schornsheim, Skip Sempé, Menno van Delft et Kenneth Weiss
- Nombre de candidats: 36
- Lauréats: 1er prix: Mark Edwards (Canada) & Jean Rondeau (France) - 2e prix: Olga Pashchenko (Russie).

2013
- Jury pianoforte: Johan Huys, Wolfgang Brunner, Alekseï Lioubimov, Christine Schornsheim, Bart van Oort
- Nombre de candidats: 30
- Lauréats : 1er prix / Prix de la Province de Flandre-Occidentale: Elizaveta Miller (Russie) - 2e prix: Gili Loftus (Canada) - 3e prix: Miho Haga (Japon)
- Prix Outhere : Bobby Mitchel (États-Unis) - Prix du public : Gili Loftus (Canada)

2015
- Jury clavecin: Johan Huys, Richard Egarr, Andrea Marcon, Béatrice Martin, Christine Schornsheim.
- Nombre de candidats: 60
- Lauréats: premier prix: Justin Taylor (France) - deuxième prix: Sofya Gandilyan (Russie) - troisième prix: Melisande McNabney (Canada) - mentions honorables: Hélène Diot (France) - Nadja Lesaulnier (France)
- Prix Outhere : Justin Taylor  - Prix EUBO Trust Development: Justin Taylor - Prix du public : Justin Taylor (France)

2016
- Jury pianoforte:  Johan Huys, Piet Kuijken, Alexei Lubimov, Christine Schornsheim, Bart van Oort
- Lauréats : pas de premier prix - 2e prix : Naruhiko Kawaguchi (Japon) et Viacheslav Shelepov (Russie) - 3e prix : Martin Nöbauer (Autriche) - Mention : Carlos Goicoechea (Espagne)
- Prix Outhere: Naruhiko Kawaguchi - Prix du public : Viacheslav Shelepov

2018
- Jury clavecin: Johan Huys, Carole Cerasi, Andrea Marcon, Olga Martynova, Skip Sempé, Menno van Delft
- Lauréats: premier prix: Andrea Buccarella (Italie) - deuxième prix: Alexander von Heißen (Allemagne) - troisième prix ex aequo : Anastasia Antonova (Russie) et Cristiano Gaudio (Italie)
- Prix Outhere : Andrea Buccarella - Prix du public : Rossella Policardo (Italie)

2019
- Jury pianoforte: Johan Huys, Piet Kuijken, Keiko Shichijo, Wolfgang Brunner, Christine Schornsheim, Bart van Oort
- Lauréats: premier prix: Aurelia Visovan - deuxième prix: Dmitry Ablogin - troisième prix: Emil Duncumb
- Prix Outhere : Aurelia Visovan - Prix du public : Dmitry Ablogin

### Concours: instruments et chant
Flute à bec et autres instruments, chant, aussi ensembles depuis 1996.

#### Années 1970
1972
- Jury : Ruth Dyson, Silva Devos, Frans Brüggen, Ferdinand Conrad, Hans-Martin Linde, Wieland Kuijken
- Nombre de candidats: flute à bec: 41 - ensembles: 8
- Lauréats: flute à bec: 2e prix: Conrad Steinmann (Suisse) - 3e prix: Ricardo Kanji (Brésil) & Marion Verbruggen (Pays-Bas)
- Lauréats ensembles: 2e prix: Huelgas Ensemble (Belgique) - 4e prix: Kölner Blockflötenensemble (Allemagne)

1975
- Jury : Jozef Robijns (président), Silva Devos, Frans Brüggen, Carl Dolmetsch, Günther Höller, Wieland Kuijken, Gustav Scheck, Friedrich von Huene, Katsuya Yokoyama
- Nombre de candidats: flute à bec: 38 - flute traversière: 15 - ensembles: 9
- Lauréats: flute à bec: néant - flute traversière: 1er prix: M. Arita (Japon) - 4e prix: W. Hazelzet (Pays-Bas)
- Lauréats ensembles: 1er prix: Tokyo Recorder Quartet (Japon) - 2e prix: Saratoga (France) - 3e prix: Pfeifergasse Salzburg (Autriche)

1978
- Jury : Anner Bylsma, Barthold Kuijken, Hans-Martin Linde, Colin Tilney, Paul Van Nevel
- Nombre de candidats: ensembles: 18
- Lauréats: catégorie I: 2e prix: Duo J. Cohan-St. Stubbs (États-Unis) - catégorie II: 3e prix: Collegium Musicum Budapest (Hongrie) & Les Ennemis Confus (Belgique)

#### Années 1980
1981
- Jury : René Clemencic, Christopher Hogwood, Johan Huys, Hans-Martin Linde, Judith Nelson, Jaap Schröder
- Nombre de candidats: chant: 9 - violoncelle baroque: 2 - hautbois baroque: 1 - flute traversière baroque: 10 - violon baroque: 2 - flute à bec: 28 - viole de gambe: 1 -
- Nombre de candidats ensembles: 10
- Lauréats soli: 2e prix: flute traversière: T. Ogawa (Japon)
- Mention spéciale: Marcel Ponseele (hautbois baroque), Philippe Pierlot (viole de gambe) et G. Hulsens (flute à bec), tous trois elges
- Lauréats ensembles: 2e prix: Amsterdam Loeki Stardust Quartet (Pays-Bas)

1984
- Jury : Judith Nelson, Ingrid Seifert, René Clemencic, Johan Huys, Konrad Junghänel, Hans-Martin Linde, Patrick Peire
- Nombre de candidats soli: flute à bec: 36 - violoncelle baroque: 1 - hautbois baroque: 1 - violon baroque: 5 - luth: 12 - flute traversière: 4 - viole de gambe : 6 - chant: 6
- Nombre de candidats ensembles: 12
- Lauréats: soli: 2e prix : flûte à bec : Aldo Abreu (Venezuela) & J. Tol (Pays-Bas)- luth : Robert Barto (États-Unis) - 3e prix: chant baroque: D. Minster (États-Unis) - violon baroque : M. Utiger (États-Unis)
- Lauréats ensembles : 1er prix : Lous Landes Consort (France) - 2e prix: Fontana Musicale Wien (Autriche)

1987
- Jury : Anthony Bailes, Jessica Cash, Bruce Dickey, Johan Huys, Barthold Kuijken, Marcel Pérès, Nigel Rogers, Jordi Savall, Paul Van Nevel
- Nombre de candidats : soli : 52 - ensembles : 14
- Lauréats : flûte traversière: 2e prix : Jan De Winne (Belgique) - flute à bec: 4e prix: B. Karst (Allemagne)

#### Années 1990
1990
- Jury : Robert Barto, Johan Huys, Marie Leonhardt, Hans-Martin Linde, Barbara Schlick, August Wenzinger
- Nombre de candidats: violon baroque: 4 - flute à bec: 47 - viole de gambe : 4 - luth: 12 - flute traversière: 18 - chant: 22 - ensembles: 19
- Lauréats: 1er prix: flute à bec: Matthias Maute (Allemagne) - 2e prix: luth: Joachim Held (Allemagne) - 3e prix: flute traversière: [Isabelle Lamfalussy (Belgique) & chant: Kai Wessel (Allemagne)
- Lauréats ensembles: 1er prix: La Fenice (ensemble) (France) & Vier op 'n rij (ensemble) (België) - 2e prix: La Folia (ensemble) (Autriche).

1993
- Jury : René Clemencic, Enrico Gatti, Johan Huys, Barthold Kuijken, Judith Nelson, Toyohiko Satoh, Paul Van Nevel
- Nombre de candidats: hautbois baroque: 8 - violon baroque: 5 - flute à bec: 54 - luth: 7 - flute traversière: 19 - chant: 27 - ensembles: 19
- Lauréats: flute traversière: 1er prix: Kate Clark (Australie) - chant: 2e prix: Elisabeth Scholl (Allemagne) - flute à bec: 3e prix: Michael Form (Allemagne) - violon baroque: 3e prix: Hélène Schmitt (France) - chant: 4e prix: Chinatsu Kijima (Japon) - hautbois baroque: 4e prix: Ann Van Lancker (Belgique)
- Lauréats ensembles: 1er prix: Trio Van Beethoven (Japon) - 2e prix: flûte harmonique (Allemagne) - 3e prix: Les agréments (Canada) - 4e prix: Les Hauts et les Bas (Suisse)

1996
- Jury : Chiara Banchini, Wieland Kuijken, Barbara Schlick, Philip Pickett, Günther Höller, Toyohiko Satoh, Johan Huys
- Nombre de candidats: flute à bec: 42 - luth: 8 - instruments à cordes: 17 - flute traversière: 21 - chant: 28
- Nombre de candidats ensembles: 27
- Lauréats: solisten: 1er prix: flute traversière: Benedek Csalog (Hongrie) - 2e prix: chant: Yu Kobayashi (Japon) - 3e prix: viole de gambe: Imke David (Allemagne) - 4e prix: chant: Hedvig Åberg (Suède) - 5e prix: chant: Jan Van Elsacker (Belgique) - 6e prix: flute à bec: Martin Schmeding (Allemagne) - 7e prix: violoncelle baroque: Mimè Yamahiro (Japon)
- Lauréats ensembles: 1er prix: Trio Eroica - 2e prix: The Carolinian Consort - 3e prix: Les Quatre

1999
- Jury : Agata Sapiecha, Barbara Schlick, Paolo Grazzi, Johan Huys, Barthold Kuijken, Wieland Kuijken, Toyohiko Satoh, Marius van Altena
- Nombre de candidats:
- Lauréats: 1er prix: violon: Takeshi Kiriyama (Japon) - 2e prix: flute à bec: Ruth Van Killegem (Belgique) & flute traversière: Liliko Maeda (Japon) - 3e prix: flute traversière: Kiyomi Suga (Japon) & chant: Elisabeth Holmertz (Suède) - 4e prix: chant: Knut Schoch (Allemagne) - 5e prix: flute à bec: Carles Vallés (Espagne)

#### Années 2000
2002
- Jury : Masahiro Arita, Patrick Beuckels, Diego Fasolis, Johan Huys, Eva Legêne-Andersson, Marcel Ponseele, Barbara Schlick, Jaap ter Linden, Lucy Van Dael
- Nombre de candidats : chant: 51 - flute à bec: 39 - flute traversière : 25 - hautbois : 4 - violon : 12 - violoncelle : 11
- Lauréats : 1er prix : violon : Fiorenza De Donatis (Suisse) - 2e prix: tnor: Makoto Sakurada (Japon)) - 3e prix : contreténor : Yosemeh Adjei (Allemagne) - 4e prix : flute traversière : Georges Barthel (France) - 5e prix : contreténor : Alexander Schneider (Allemagne) - 6e prix : ex æquo violoncelle : Marian Minnen (Belgique), ténor : Seung-Hee Park, violoncelle : Ariane Spiegel (Allemagne), & flute traversière : Stefanie Troffaes (Belgique)

2005
- Jury chant et instruments à cordes : Kees Boeke, Patricia Bovi, Jill Feldman, Hélène Schmitt, Marius van Altena
- Jury houtblazers en luth : Johan Huys, Jan De Winne, Bruce Dickey, Michael Schneider, Paul O'dette
- Nombre de candidats: chant: 38 - violon baroque: 15 - viole de gambe: 5 - violoncelle baroque: 7 - flute à bec: 36 - hautbois baroque: 7 - cornet à bouquin: 1 - luth: 6 - flute traversière: 20
- Lauréats: 1er prix : violon: Miki Takahashi (Japon) - 2e prix: flute à bec: Tomokazu Ujigawa (Japon) - 3e prix: violon: Swantje Hoffmann (Allemagne) & flute traversière: Reiko Tsuiki (Japon) - 4e prix: soprano: Naoco Kaketa (Japon) - 5e prix: violoncelle: Claire Gratton (France)

2008
- Jury : Jan De Winne, Vittorio Ghielmi, Johan Huys, Marcel Ponseele, Anton Steck, Florian Heyerick, Barbara Schlick, Jan Van Elsacker
- Nombre de candidats: violon: 22 - viole de gambe: 18 - flute à bec: 41 - flute traversière: 26 - chant: 14
- Lauréats: 1er prix: violon: Dmitry Sinkovsky (Russie) - 2e prix: hautbois: Benoît Laurent (Belgique) - 3e prix: violon: Mayumi Hirasaki (Japon)

#### Années 2010
2011
- Jury : Jan De Winne, Johan Huys, Philippe Pierlot, Anton Steck, Rainer Zipperling
- Nombre de candidats: violon: 15 - flute traversière: 14 - violoncelle: 14 - viole de gambe: 7
- Lauréats: 1er prix: flute traversière: Anne Freitag - 2e prix: viole de gambe: Myriam Rignol - 3e prix: viole de gambe: Lucile Boulanger - mention spéciale: violoncelle: Toru Yamamoto.

2014
- Jury : Johan Huys, Amandine Beyer, Erik Bosgraaf, Jan De Winne, Sergei Istomin et Mieneke van der Velden
- Lauréats: 1er prix: violoncelle baroque: Anna-Lena Parenthaler (Allemagne) - 2e prix: violon baroque: Fiona-Emilie Poupard - 3e prix: violoncelle baroque: Hyngun Cho (Corée) et flûte à bec : Jan Van Hoecke (Belgique) - mention spéciale : viole de gambe: Teodoro Baù (Italie).
- Prix Outhere : Jan Van Hoecke, prix EUBO Trust : Jan Van Hoecke, prix du public: Anna-Lena Parenthaler

2017
- Jury : Johan Huys (président), Jan De Winne, Xenia Löffler, Dorothee Oberlinger, Enrico Onofri, Marco Testori, Mieneke van der Velden et Peter Van Heyghen
- Lauréats: 1er prix:violon baroque: Evgenii Sviridov (Russie) - 2e prix: flute: Yeuntae Jung (Corée) -  3e prix: flute: HyeonHo Jeon (Corée)
- Mention spéciale: Friederike Vollert (Allemagne) flute et Alfa Bakieva (Russie) violon baroque
- Prix Outhere : Evgenii Sviridov  - violon baroque
- Prix EUBO Development Trust : Friederike Vollert - flute
- Prix du public: Evgenii Sviridovviolon baroque

#### Années 2020
2021

## Concerts
Chaque année le programme de festival comporte un certain nombre de concerts, de masterclasses et d'ateliers de musique ancienne. D'habitude, il concentre les événements autour d'un thème particulier reflété dans son intitulé.
En plus de plusieurs grands concerts et des concerts de midi qui ont lieu depuis 2002 dans la salle de concerts Concertgebouw, la plupart des concerts en soirée se tiennent dans des églises, comme l'église Saint-Jacques, l'église Saint-Gilles (nl), l'église des Carmélites (nl), l'église Sainte-Anne (nl) et l'église Sainte-Walburge, mais aussi dans d'autres emplacements historiques à Bruges (le théâtre municipal (nl) ou l'hôtel de ville), et dans les environs de Bruges (l'abbaye de Ter Doest et l'église de Lissewege par exemple). Les lieux sont choisis en fonction de l'acoustique de la salle et le genre de musique.
Pendant le festival se tient une foire-exposition dans les salons du Beffroi de Bruges sur des instruments historiques et un marché d'instruments nouveaux. La foire triennale de clavecin de pianoforte jouit d'une renommée mondiale.

## VéloBaroque
En 2013, MA Festival s'est enrichi du nouveau concept VéloBaroque, combinant une série de concerts avec un tour à vélo à travers la campagne brugeoise. Depuis, il est organisé chaque année. Ce n'est qu'en 2020 que cela n'a pas pu avoir lieu en raison de la crise corona.

## Thème de l'année

### Années 1960
- 1964: Semaine de l’orgue
- 1965: Semaine Johann Sebastian Bach
- 1966: Semaine de Polyphonie et Vivaldi
- 1967: Semaine Georg Friedrich Haendel
- 1968: Johann Sebastian Bach et contemporains
- 1969: Écoutez le Baroque et la Renaissance

### Années 1970
- 1970: Semaine de la Musique Anglaise
- 1971: Johann Sebastian Bach et ses contemporains
- 1972: Triomphe de l’art vocal
- 1973: Musica Britannica
- 1974: Musica Polyphonica
- 1975: Monteverdi - Mozart
- 1976: Musica Britannica
- 1977: Johann Sebastian Bach et Contemporains
- 1978: Le Monde Latin – Semaine Vivaldi
- 1979: Musica Antiqua

### Années 1980
- 1980: Musica Antiqua: Concerts de Fête
- 1981: Musica Antiqua
- 1982: Musica Antiqua
- 1983: Du Baroque au Classique
- 1984: Panorama du Monde Latin
- 1985: Princes de la Musique
- 1986: Du Baroque au Classique
- 1987: Le Monde Latin
- 1988: Musica Britannica
- 1989: Maîtres de chapelle Viennois et Bruxellois

### Années 1990
- 1990: Le Monde Latin
- 1991: Musica Britannica - Vivaldi et Venice - Mozart et Contemporains
- 1992: Espagne et le Nouveau Monde - Bach et Contemporains
- 1993: Du Moyen Âge au Romantisme Primitif
- 1994: Musica Britannica - Musica Sacra
- 1995: Bach et Contemporains - Henry Purcell
- 1996: Le Monde Méditerranéen – Mille ans d’Autriche
- 1997: Musica Sacra - Musica Britannica
- 1998: Bach et Contemporains
- 1999: L’Âge des Lumières

### Années 2000
- 2000: Musica Sacra - Musica Britannica
- 2001: Bach et Contenmporains
- 2002: Musica Festiva - Musica Polyphonica - Musica Medditeranea
- 2003: Musica Festiva - Musica Sacra - Musica Britannica
- 2004: À propos de Bach
- 2005: Corpus in Musica Antiqua
- 2006: Venezia - Mozart
- 2007: L'Année d'Orphée & Paris
- 2008: Rule Britannia!
- 2009: Modern Times in Early Music

### Années 2010
- 2010: Orient Express
- 2011: Volonté - Hymne à la vie et à la mort
- 2012: Triste plaisir et douloureuse joye
- 2013: Celebrate this festival
- 2014: Métamorphoses
- 2015: Omnia vanitas
- 2016: Éloge de la Folie
- 2017: La Divina Commedia
- 2018: Cherchez la femme
- 2019: Ex Machina. Dieu, homme et machine

### Années 2020
- 2020: Your window into early music
- 2021: Mind & body

## Partenaires
- Concertgebouw Brugge
- Festival de Flandres
- Nationale Loterij
- Stad Brugge
- Klara
- Conservatorium Brugge
- Evil Penguin TV
- Outhere Music
- Westtoer
- Festival Musical du Hainaut
- Federatie van Muziekfestivals in Vlaanderen (FMiV)
- European Festivals Association
- Rema – Early Music in Europe
- Orgelmaker de Munck-Claessens
- Bozar

### CD
Depuis 2013 un des candidats a la possibilité d’enregistrer un premier CD chez le label internationalement renommé Ricercar.
- Bobby Mitchell – 2013
- Jan Van Hoecke – 2014
- Justin Taylor – 2015
- Naruhiko Kawaguchi – 2016
- Evgeny Sviridov – 2017
- Andrea Buccarella – 2018
- Aurelia Visovan - 2020